# 棕毛轴脉蕨
棕毛轴脉蕨（学名：Ctenitopsis setulosa）为叉蕨科轴脉蕨属下的一个种。